# Clay Smith
Clay Smith (Greencastle (Indiana), 6 augustus 1877 – Chicago, Illinois, 18 juli 1930) was een Amerikaans componist, dirigent, kornettist, saxofonist en trombonist.

## Levensloop
Smith speelde aanvankelijk als kornettist, later als trombonist en saxofonist in verschillende Amerikaanse harmonieorkesten en circus-orkesten. Het eerste optreden is bekend uit 1893 tijdens de Wereldtentoonstelling in Chicago, Illinois. Als leraren van hem zijn bekend Alfred F. Weldon, Gardell Simons en Hale A. VanderCook. 
Hij speelde in bekende orkesten zoals het orkest van Hi Henry's Minstrels, van de Wallace Brothers Circus, de Barnum and Bailey Circus en van de Ringling Brothers Circus. Met de Phinney's Band trad hij als trombone solist op tijdens de Wereldtentoonstelling van 1904 in St. Louis. 
Samen met Guy E. Holmes richtte hij de Apollo Concert Company op. In 1914 organiseerde Smith de Smith, Spring, and Holmes Concert Company, die verschillende plaatopnames gemaakt heeft en met de Chautauqua Circus en de Lyceum Circus door de Verenigde Staten toerde. Met Guy E. Holmes heeft hij ook meerdere werken samen gecomponeerd.
Als componist was hij grotendeels autodidact. Hij schreef vooral voor harmonieorkest en kamermuziek.

## Composities

### Werken voor harmonieorkest
- 1904 The Cascades - Polka Brilliant, voor kornet en trombone solo en harmonieorkest
- 1908 The Water Witch, concert polka voor trombone en harmonieorkest
- 1915 Imogene - Reverie, voor harmonieorkest
- 1916 Annie Laury, fantasie voor kornet en harmonieorkest
- 1917 Massa's In The Cold, Cold Ground - Air Varie, voor harmonieorkest - (samen met Guy E. Holmes)
- 1917 The Soul of the Surf - Polka Brillant, voor harmonieorkest
- 1918 Eb'ry Rose is Sweeter For de Rain, voor harmonieorkest
- 1923 Call of the Sea, voor harmonieorkest - (samen met Guy E. Holmes)
- 1924 Milady's Pleasure - Valse Caprice, voor harmonieorkest - (samen met Guy E. Holmes)
- 1924 The Water Witch - Concert Polka, voor harmonieorkest
- 1925 Old Kentucky Home - Air Varie, voor harmonieorkest
- 1925 The Satellite  - Polka di Concert, voor harmonieorkest
- 1925 Silver Sails - Concert Waltzes, voor harmonieorkest
- 1926 Feminine Frills, voor harmonieorkest
- 1927 Smithsonian - Concert Polka, voor harmonieorkest
- 1929 Among The Sycamores, voor eufonium duet en harmoniorkest
- 1929 Liebestraum, voor kornet en harmonieorkest - naar Franz Liszt
- 1929 Life's Lighter Hours - Gavotte-Caprice, voor harmonieorkest
- 1929 Silver Threads Among the Gold - Theme and Variations, voor harmonieorkest - (samen met Guy E. Holmes)
- 1930 Italiana - Valse de Concertanta, voor kornet en harmonieorkest
- The New Creation, voor kornet en harmonieorkest

### Kamermuziek
- 1919 He's coming home
- 1930 Friends, wals caprice voor trombone en piano
- Among the Sycamores, voor altsaxofoon (of andere blaasinstrumenten) en piano
- Call of the sea, voor kornet, trombone en piano (samen met Guy E. Holmes)
- Coming Thro' the Rye, voor kornet (of eufonium) en piano
- Fancy Free (Fantasia Polka), voor trombone en piano
- Harbor Lights, voor kornet (of eufonium) en piano
- Imogene, voor kornet (of eufonium) en piano
- Life's Lighter Hours, voor kornet (of eufonium) en piano
- Massa's in the cold, cold ground, voor kornet, trombone en piano (samen met Guy E. Holmes)
- Memories of the Past, voor kornet (of eufonium) en piano
- Milady's Pleasure, voor kornet, trombone en piano (samen met Guy E. Holmes)
- Miraflores, voor kornet (of eufonium) en piano
- Old Folks At Home, voor kornet (of eufonium) en piano
- Old Kentucky Home, voor kornet (of eufonium) en piano
- Pipes O' Pan, voor kornet (of eufonium) en piano
- Pleiades, voor kornet (of eufonium) en piano
- Rainbow Hues, voor kornet (of eufonium) en piano
- Silver Threads Among the Gold, voor altsaxofoon (of andere blaasinstrumenten) en piano
- Smithsonian, voor kornet, trombone en piano
- The Philistine, voor kornet (of eufonium) en piano
- The Satellite, voor kornet (of eufonium) en piano
- The Soul of the Surf, voor kornet (of eufonium) en piano
- The Trumpeter, voor trompet (of eufonium) en piano
- The Water Witch, voor kornet (of eufonium) en piano
- The Wayfarer, voor altsaxofoonduet
- Through Shadowed Wales, voor kornet, trombone en piano (samen met Guy E. Holmes)
- Wings of the Morning, voor kornet (of eufonium) en piano